# Wu Shugen
Wu Shugen (en chino: 吴树根; 26 de agosto de 1987) es una deportista china que compitió en judo. Ganó una medalla de oro en los Juegos Asiáticos de 2010, y una medalla de plata en el Campeonato Asiático de Judo de 2012.

## Palmarés internacional
| Juegos Asiáticos    | Juegos Asiáticos     | Juegos Asiáticos | Juegos Asiáticos |
| Año                 | Lugar                | Medalla          | Categoría        |
| ------------------- | -------------------- | ---------------- | ---------------- |
| 2010                | Cantón (China)       | Medalla de oro   | –48 kg           |
| Campeonato Asiático |                      |                  |                  |
| Año                 | Lugar                | Medalla          | Categoría        |
| 2012                | Taskent (Uzbekistán) | Medalla de plata | –48 kg           |